# Kukułka szerokolistna
Kukułka szerokolistna, stoplamek szerokolistny (Dactylorhiza majalis) – gatunek byliny należący do rodziny storczykowatych (Orchidaceae). Inne nazwy zwyczajowe: stoplamek szerokolistny, storczyk szerokolistny. Występuje w Europie i Azji na obszarach o klimacie suboceanicznym, od niżu po położenia górskie. W Polsce roślina pospolita (ostatnio coraz rzadsza).

## Morfologia
PokrójBylina osiągająca 50 cm wysokości.
ŁodygaProsta, pusta w środku. Część odziomkowa pokryta skórzastymi łuskami
LiścieJajowo-lancetowate z krótką pochwą, na wierzchu liści często występują nieregularne, ciemne plamki. Zwykle od 4–8 liści na łodydze, najwyższe z nich sięgają do kwiatostanu.
KwiatyFioletowopurpurowe, zebrane w grono na końcu łodygi. Pod kwiatami zielone lub czerwonawe przysadki. Zewnętrzne boczne listki okwiatu wąskie i wzniesione. Warżka wyraźna, o długości 8–10 mm i szerokości do 15 mm, trójłatkowa. Ostroga warżki krótsza od skręconej zalążni. Na warżce występują ciemniejsze plamy. Zalążnia jest wydłużona, skręcona i swoim wyglądem przypomina szypułkę.
Część podziemnaPosiada korzenie oraz dwie głęboko wcinane pozorne bulwy. Z bulw tych czerpie podczas kwitnienia substancje zapasowe. W wyniku tego ulegają one silnemu pomarszczeniu. W nowych młodych bulwach białej barwy gromadzi substancje zapasowe na przyszły sezon wegetacyjny.
OwocTorebka zawierająca bardzo liczne i bardzo drobne nasiona. Nie zawierają one żadnych substancji odżywczych. Ich kiełkowanie i dalszy rozwój jest uzależniony od grzybni, której strzępki znajdują się już w nasionach. Grzybnia rozrastając się wewnątrz tkanek rośliny dostarcza jej substancji odżywczych.

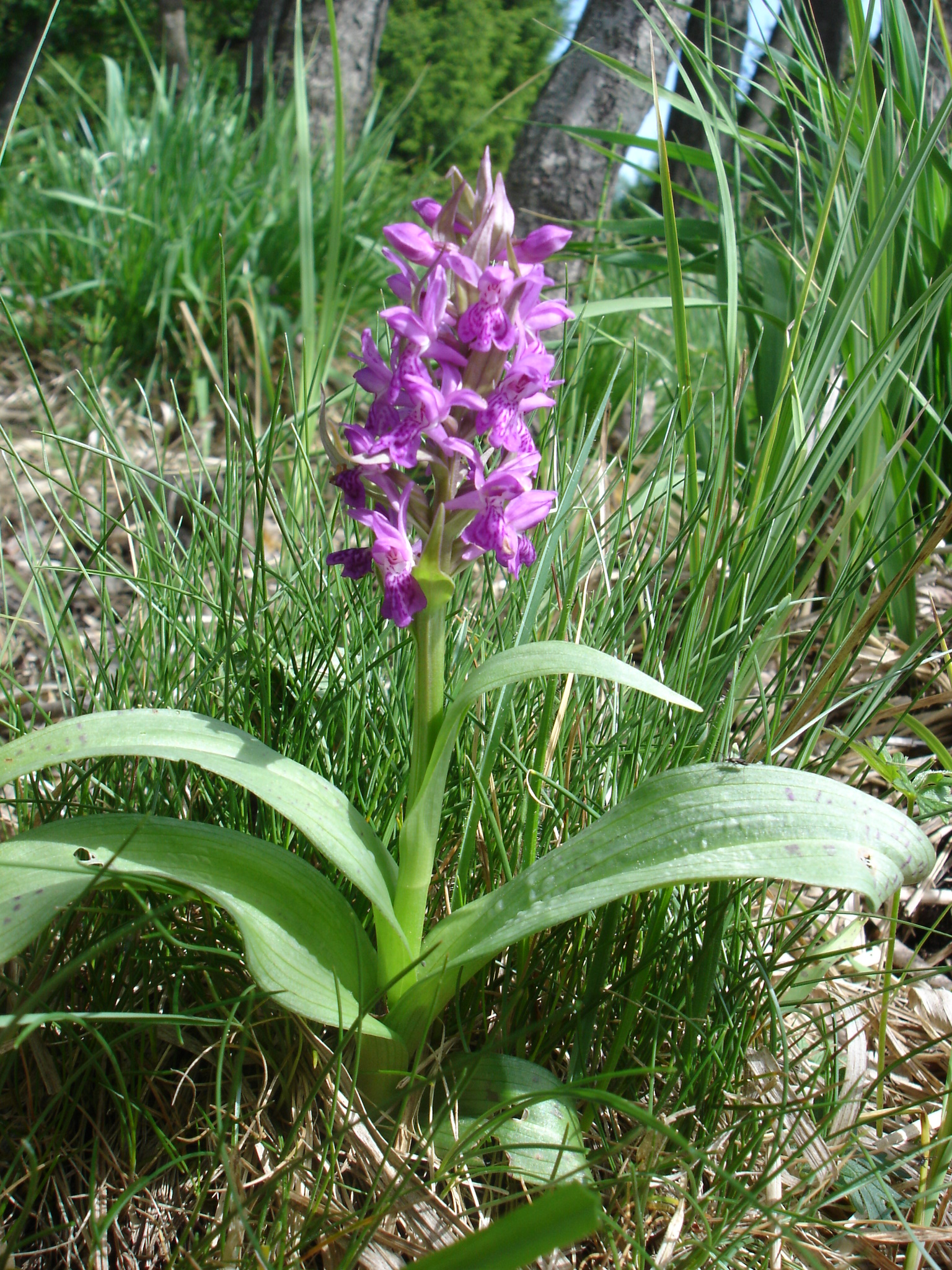
Pokrój
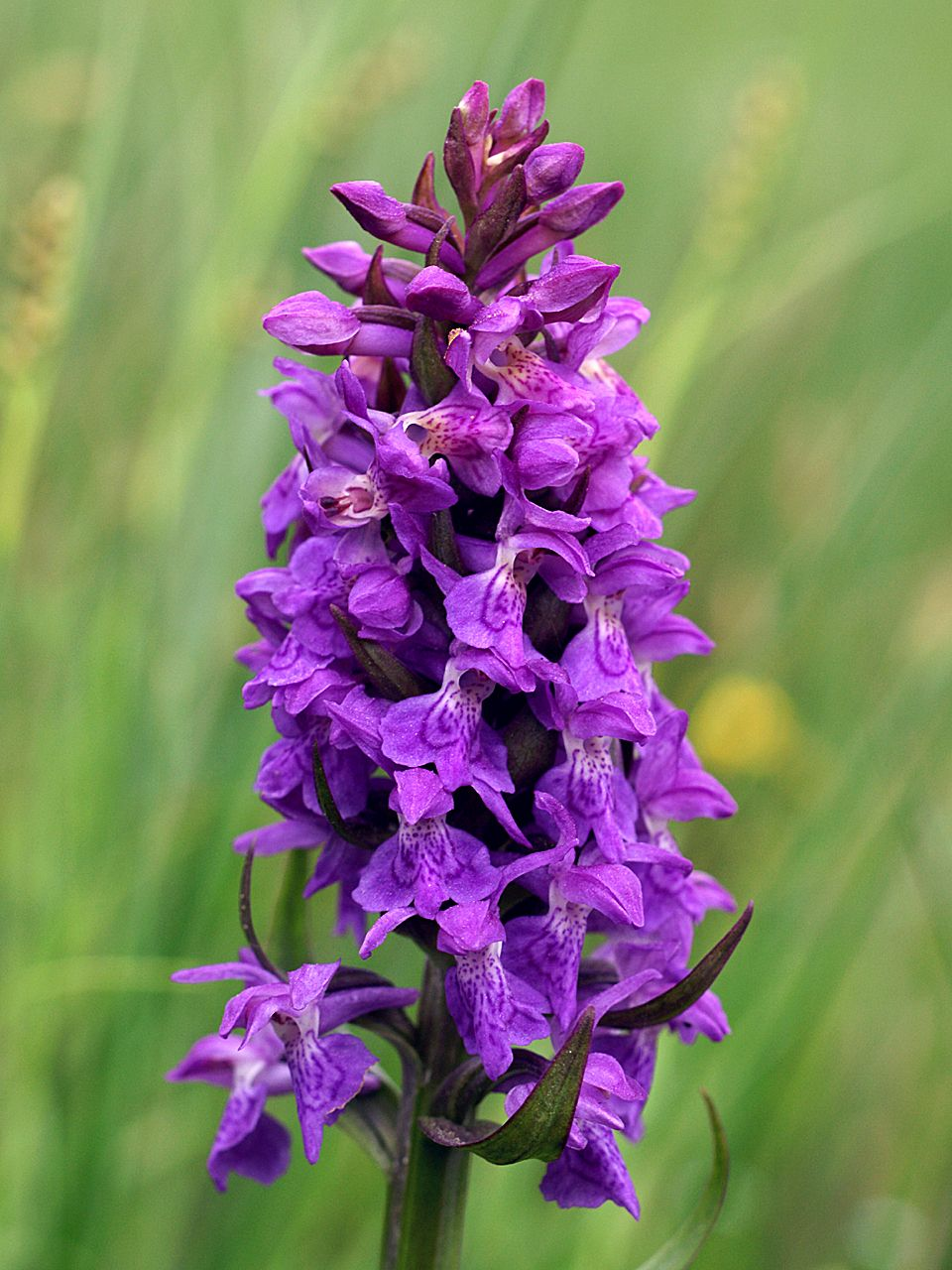
Kwiatostan
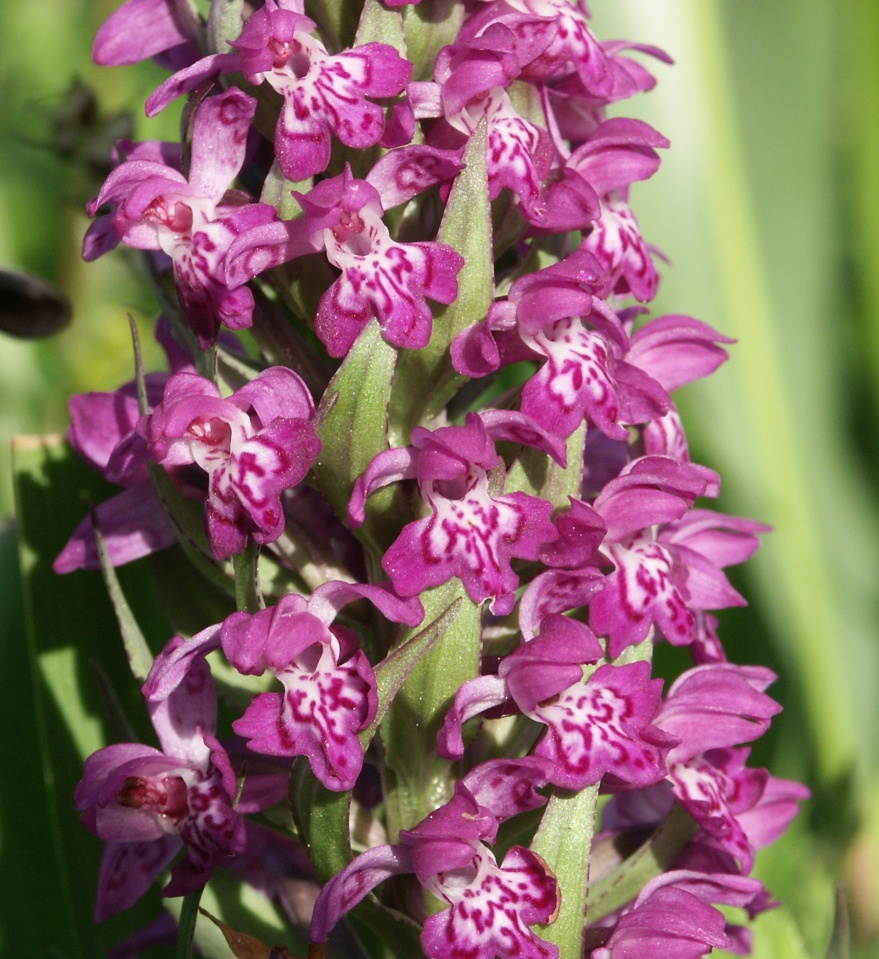
Kwiaty

## Biologia i ekologia
Roślina kwitnie od maja do czerwca. Powstanie nasion możliwe jest wyłącznie w wyniku zapylenia krzyżowego, samozapylenie jest niemożliwe.
Rośnie na wilgotnych glebach torfowych środkowej Europy, głównie na wilgotnych łąkach. W górach występuje po regiel górny. Na podłożu wapiennym rzadko. Geofit. W klasyfikacji zbiorowisk roślinnych gatunek charakterystyczny dla Ass. Juncetum subnodulosi.

## Zagrożenia i ochrona
W latach 1983–2014 gatunek znajdował się pod ochroną ścisłą. Od 2014 roku roślina jest objęta w Polsce częściową ochroną gatunkową. Umieszczona na polskiej czerwonej liście w kategorii NT (bliski zagrożenia).

## Zmienność
Tworzy mieszańce z gatunkami: gółka długoostrogowa (Gymnadenia conopsea), kukułka bzowa (Dactylorhiza sambucina), kukułka krwista (Dactylorhiza incarnata), kukułka Fuchsa (Dactylorhiza fuchsii), kukułka plamista (Dactylorhiza maculata), kukułka Russowa (Dactylorhiza russovii), storczyk błotny (Orchis laxiflora), storczyk cuchnący (Orchis coriophora), storczyk męski (Orchis mascula), storczyk samiczy (Orchis morio).